# تورتيلي
تُرتلّي (بالإيطالية: Tortelli)‏، نقحرة: تورتيللي) هي نوع من المعكرونة التقليدية في مناطق لومبارديا وإميليا-رومانيا وتسكانة الإيطالية. وتوجد على عدة أشكال بما في ذلك المربع (مثل رَفيولي) وشبه دائرة (مثل أنيلي) أو الملفوفة على شكل قبعة مدورة (مثل كابيليتي). يمكن تقديمها مع الزبدة السائلة أو صلصة البولونيز أو المرق أو صلصات أخرى. تستخدم كلمة تُرتلّي أيضا لوصف المعجنات المقلية الصغيرة المحشوة بالمربى أو القشدة.

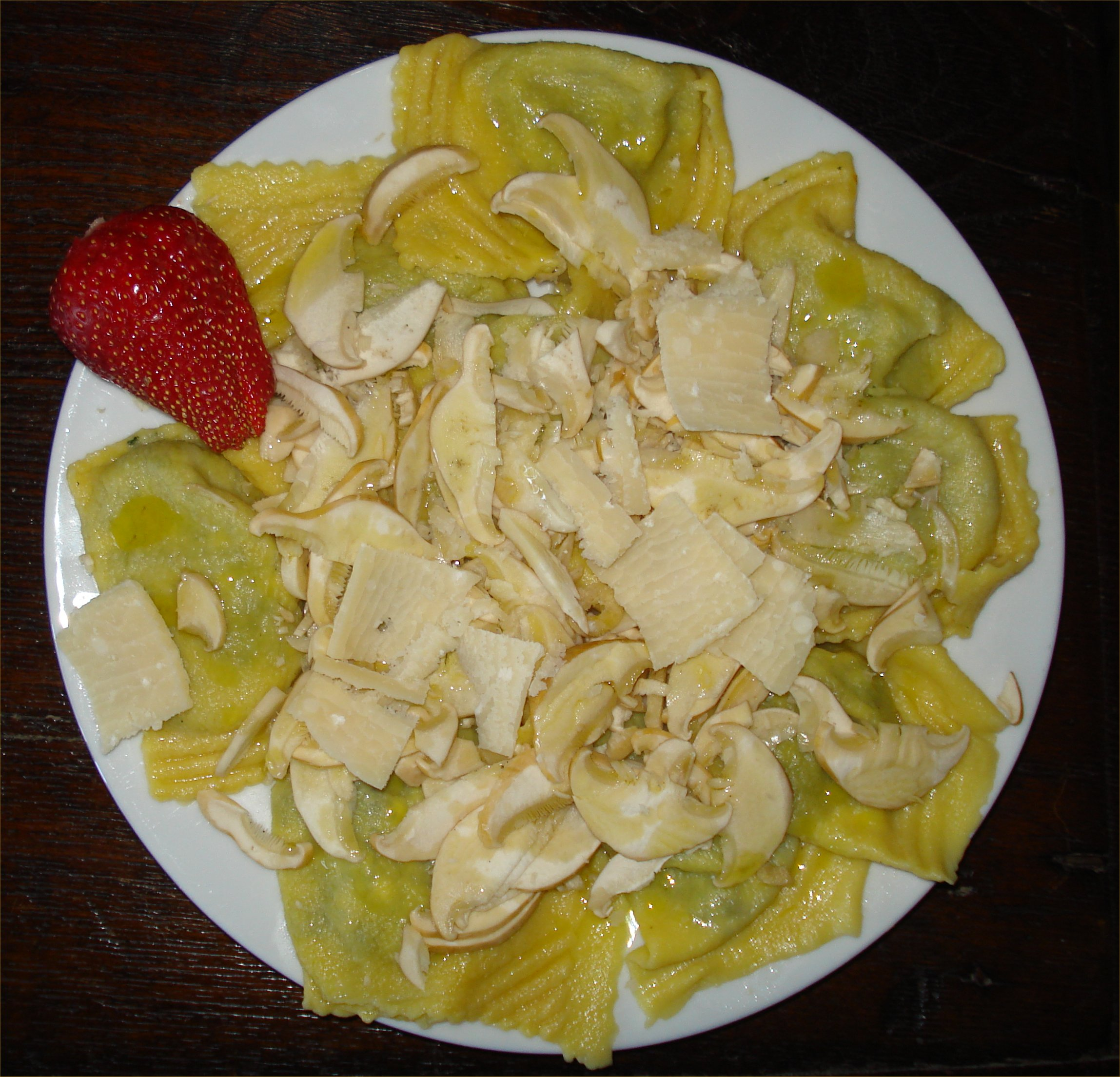
طبق تُرتلّي بجنبة الريكوتا وخضار السلق و المشروم وجبنة البوركورينو